# Tluanghup Thang
Tluanghup Thang (* 4. Mai 1993) ist ein myanmarischer Fußballspieler.

## Karriere
Tluanghup Thang stand bis Ende 2017 bei Chin United unter Vertrag. Der Verein aus dem Chin-Staat spielte in der höchsten myanmarischen Liga, der Myanmar National League. Für Chin absolvierte er 17 Erstligaspiele. Die Saison 2018 stand er beim Yadanarbon FC in Mandalay unter Vertrag. Hier kam er nicht zum Einsatz. Wo er 2019 gespielt hat, ist unbekannt. 2020 verpflichtete ihn der Erstligist Shan United. Mit dem Verein aus Taunggyi wurde er 2020 myanmarischer Fußballmeister. Im gleichen Jahr gewann er mit dem Klub den MFF Charity Cup. Das Spiel gegen Yangon United gewann man mit 2:1.

## Erfolge
Shan United
- Myanmar National League: 2020
- MFF Charity Cup: 2020